# Poljana (Plužine)
Pour les articles homonymes, voir Poljana.
Poljana (en serbe cyrillique : Пољана) est un village de l'ouest du Monténégro, dans la municipalité de Plužine.

## Démographie

### Évolution historique de la population
| 1948 | 1953 | 1961 | 1971 | 1981 | 1991 | 2003 |
| ---- | ---- | ---- | ---- | ---- | ---- | ---- |
| 147  | 159  | 171  | 162  | 92   | 7    | 8    |